# Josef Václav Frič
Josef Václav Frič (ur. 5 września 1829 w Pradze, zm. 14 października 1890) – czeski pisarz, poeta, dziennikarz i polityk, działacz odrodzenia narodowego.
W czasie Wiosny Ludów był rzecznikiem radykalnego ugrupowania studenckiego i brał udział w walkach na barykadach. Przygotowywał też antywęgierskie powstanie na Słowacji.
W 1851 roku został aresztowany, oskarżony o zdradę stanu i skazany na 18 lat więzienia. Wyrok odsiadywał w Komarnie. Po trzech latach został ułaskawiony. Jednak już w 1858 został ponownie uwięziony. Tym razem w celi spędził rok i został warunkowo zwolniony, ale zmuszony do opuszczenia granic państwa austriackiego. Na emigracji często zmieniał miejsce pobytu. Był w Londynie, Paryżu, Berlinie, Zagrzebiu i Budapeszcie. Po powrocie do ojczyzny porzucił ambicje polityczne i zajął się wyłącznie literaturą.
Najważniejszym dziełem poety jest zbiór Písně z bašty (Pieśni z lochu). Do jego najbardziej znanych wierszy należy napisana sekstyną ballada Jelen Karla Velkého (Jeleń Karola Wielkiego):
Po zpustlých břehách Labe ztraceného,
ve vírech jeho zkrvavených vln,
a v houšti svatoháje skáceného,
dychtivý života i strachu pln,
jevil se krásný jelen, boží tvor,
a za ním v patách psů i lovců sbor.
Inne utwory to ballada Roháč z Dubé (Rohacz z Dubej), Dudák (Dudarz) i ułożona skomplikowaną strofą dziewięciowersową (aabccbddb) Honba životem (Gonitwa przez życie):
Ta šelma hltavá, ten osud mstivý,
tak dychtiv zdávit mne, že jsem byl živý
štval dnem i nocí plachou duši mou —
a nedoštval; jen oulisnými skoky
hnal zděšené a plaché moje kroky
na příkrou pustou stráň, kde sudbou zlou
vší živou mocí nemohl jsem dolů.
Dychaje tam jen sílou dumných bolů
zticha již budoval jsem hrobku svou.
Frič był też aktywny jako tłumacz. Przełożył między innymi Irydiona Zygmunta Krasińskiego (1863) i Narzeczoną z Abydos George'a Gordona Byrona (1854).